# 英拉西坦
英拉西坦（研发代号：UCB-G218）是一种含氮有机化合物，化学式C
11H
18N
4O
3，属于拉西坦类药物，用作益智藥，1970年代首次合成，从未上市销售。